# デュプロ硬式野球部
デュプロ硬式野球部（デュプロこうしきやきゅうぶ）は、大阪府大阪市に本拠地を置き、日本野球連盟に加盟していた社会人野球の企業チームである。2008年に解散した。
デュプログループの一販売会社であるデュプロ株式会社（本社：大阪府）のチームであり、デュプログループの中心である株式会社デュプロ（本社：神奈川県相模原市）との直接的な関連はない。この他、デュプログループには同名の販社が東京都・香川県・福岡県に所在するがこれらとも関係がない。

## 概要
1966年、軟式野球部を改編して設立。チーム名は『デュプロ印刷機』で、本拠地は京都府京都市に置いていた。
1969年、都市対抗野球に初出場を果たす。
1973年に本拠地を大阪府大阪市に移し、翌1974年にチーム名を『デュプロ』に改称した。1976年には、本拠地を移転してから初となる都市対抗野球に出場した。
その後は、川口和久など多くのプロ野球選手を輩出し、2004年から2006年にかけて日本選手権に3年連続出場するなど、中堅チームとして活動を続けた。
2008年、都市対抗野球の予選終了後、当季限りでの解散が発表された。不況の中で野球部の活動を続けることに一般社員の理解を得るのが難しくなったことを理由にしている。同年秋の日本選手権近畿予選で敗退し、約50年間の活動に幕を下ろした。同年11月12日付けで正式に廃部となった。

## 沿革
- 1959年 - 軟式野球部設立。
- 1966年 - 硬式野球部に改編し、『デュプロ印刷機』として創部。本拠地は京都府京都市。日本産業対抗野球大会初出場（百貨店商業部門）。
- 1969年 - 都市対抗野球に初出場（初戦敗退）。
- 1973年 - 本拠地を大阪府大阪市に移転。
- 1974年 - チーム名を『デュプロ』に改称。
- 2000年 - 日本選手権に初出場（2回戦敗退）。
- 2008年 - 解散。

## 主要大会の出場歴・最高成績
- 都市対抗野球大会 - 出場5回
- 日本産業対抗野球大会 - 出場3回
- 社会人野球日本選手権大会 - 出場4回
- JABA広島大会 - 優勝2回（1998,2005年）

## 出身プロ野球選手
- 松本幸行（投手） - 1969年ドラフト4位で中日ドラゴンズに入団
- 樫出三郎（投手） - 1970年ドラフト外で阪神タイガースに入団
- 河村秀則（内野手） - 退社後、1977年ドラフト外で大洋ホエールズに入団
- 池田茂（投手） - 1977年ドラフト外で大洋ホエールズに入団
- 川口和久（投手） - 1980年ドラフト1位で広島東洋カープに入団
- 金岡信男（投手） - 1980年ドラフト外で南海ホークスに入団
- 木原彰彦（内野手） - 1981年ドラフト4位で広島東洋カープに入団
- 沼田浩（投手） - 1995年ドラフト3位で日本ハムファイターズに入団
- 大島寛（投手） - 1997年ドラフト5位で西武ライオンズに入団
- 藤本敦士（内野手） - 2000年ドラフト7位で阪神タイガースに入団
- 柳田殖生（内野手） - 退団後、NOMOベースボールクラブを経て、2005年大学生・社会人ドラフト5位で中日ドラゴンズに入団
- 松本幸大（投手） - 2006年大学生・社会人ドラフト8位で千葉ロッテマリーンズに入団

## かつて在籍していた選手
- 福本亜細亜 - 元葛飾区議会議員、文化放送コメンテーター
- 味園博和 - プロ経験は無く、廃部を機に千葉ロッテマリーンズに入団しブルペン捕手を勤めている